# زبان اشاره پرتغالی
زبان اشاره پرتغالی زبان اشاره‌ای است که توسط ناشنوایان و کم شنوایان در پرتغال استفاده می‌شود.